# Hàn Mặc Tử
Hàn Mặc Tử (né Nguyễn Trọng Trí), est un poète vietnamien né le 26 septembre 1912 à Đồng Hới, dans la province de Quảng Bình, et mort le 11 novembre 1940 à Quy Nhơn. Journaliste engagé, il est considéré après sa mort en 1940 comme le plus important des poètes romantiques vietnamiens du XXe siècle.

## Biographie
Il fait des études littéraires et obtient une bourse universitaire pour la France mais n'en profite finalement pas ; il exerce alors ses activités en Cochinchine, à Saïgon.
Les circonstances difficiles de l'époque et de ses relations personnelles avec Phan Bội Châu font qu'il ne quittera jamais son pays d'origine.
Il meurt de la lèpre à Quy Nhơn le 11 novembre 1940 et est célébré par ses contemporains comme l'un des plus grands poètes de ce siècle.

## Citations
« Est-il possible de comprimer la fièvre au cœur de la rivière ? » (extrait de La promenade en barque)
« Je veux que coule mon âme à la pointe de ma plume » (extrait de L'Hémorragie)